# Willie White
Pour les articles homonymes, voir White.
Willie White, né le 20 août 1962 à Memphis, est un joueur américain de basket-ball.
Sélectionné à la draft 1984 de la NBA par les Nuggets de Denver, il joue deux saisons avec cette franchise de 1984 à 1986.